# Olivia (cantante estadounidense)
Olivia Theresa Longott (Brooklyn, Nueva York, 15 de febrero de 1981), conocida artísticamente como Olivia, es una cantante estadounidense de R&B y Dance de ascendencia jamaicana (por parte de madre) y cubana (por parte de padre).

## Carrera musical
Nació en Brooklyn, Nueva York y vivió con su abuela hasta los ocho años de edad. Luego su familia se trasladó a Jamaica, Queens, Nueva York. Olivia desarrolló un interés en el canto desde muy temprana edad. Durante su adolescencia, ella tocó la guitarra con el cantante de R&B, Joe, también tomó clases de piano y vocal. 
Olivia tomó el consejo de su madre y se dirigió a la escuela, antes de la firma de un contrato discográfico. Dos años más tarde trabajó con Clive Davis y Jive Records. En 2001 sacó su primer disco, Olivia. En 2002 salió de J Records.
En 2004 fichó por G-Unit Records (siendo la primera mujer en hacerlo) y ese año participó en el video de la canción de Lloyd Banks, «Smile». Salió en la canción de 50 cent, Candy Shop en 2005, la canción llegó al número uno en varias listas y permitió un mayor reconocimiento a la artista. Ese año sacó dos sencillos, del que iba a ser su segundo álbum, Behind Closed Doors, (el cual nunca vio la luz), Twist It con Lloyd Banks y So Sexy. Ambos pasaron muy desapercibidos. Ya en 2006 el remix de la canción Best Friend con 50 Cent hizo que alcanzara una posición alta en las listas de ventas.
Anunció en 2008 que dejaba G-Unit (y con ello dejar Interscope Records). A principios de 2009 declaró en una entrevista que ha firmado por Universal Records y que tiene previsto sacar un nuevo álbum para 2010.
Entre 2011 y 2012 lanzó unos cuantos mixtapes al mercado, así como un par de sencillos; los cuales no se hicieron notar en las listas de ventas. El 30 de diciembre del 2013 su álbum cancelado Behind Closed Doors fue lanzado vía digital en forma de mixtape. A principios del 2014 anunció que su segundo álbum llevaría por título Right One For You y que saldría a la venta en algún punto de ese año.

## Discografía

### Álbumes
| Año  | Título                                                            | Posición | Posición | Certificación |
| Año  | Título                                                            | U.S.     | U.S. R&B | Certificación |
| ---- | ----------------------------------------------------------------- | -------- | -------- | ------------- |
| 2001 | Olivia - Lanzado: 17 de abril de 2001 - Productora: J Records     | 55       | 12       |               |
| 2014 | Right One For You - Lanzado: 2014 - Productora: Universal Records | -        | -        |               |

### Mixtapes
| Año  | Título                                                                                                 | Posición | Posición |
| Año  | Título                                                                                                 | U.S.     | U.S. R&B |
| ---- | --- | -------- | -------- |
| 2006 | So Seductive - Lanzado: 17 de abril del 2006 - Productora: G-Unit Records                              | -        | -        |
| 2011 | Under The Radar - Lanzado: 2012 - Productora: Universal Records                                        | -        | -        |
| 2012 | So Seductive: G Unit Radio 12 - Lanzado: 2012 - Productora: G-Unit Records/Universal Records           | -        | -        |
| 2013 | Behind Closed Doors - Lanzado: 30 de diciembre del 2013 - Productora: G-Unit Records/Universal Records | -        | -        |
| 2014 | Show The World - Lanzado: 2014 - Productora: Universal Records                                         | -        | -        |

### Extended Plays
| Año  | Título               | Posición          | Posición                |
| Año  | Título               | Billboard Hot 200 | Top R&B/Hip hop álbumes |
| ---- | -------------------- | ----------------- | ----------------------- |
| 2005 | First Lady of G-Unit | —                 | —                       |
| 2011 | Love & Hip Hop       | —                 | —                       |

## Singles

### Propios
| Año  | Canción                                  | Posición     | Posición | Posición | Álbum                                 |
| Año  | Canción                                  | U.S. Hot 100 | U.S. R&B | UK       | Álbum                                 |
| ---- | ---------------------------------------- | ------------ | -------- | -------- | ------------------------------------- |
| 2001 | "Bizounce"                               | 15           | 4        | 20       | Olivia                                |
| 2001 | "Are U Capable"                          | 50           | 24       | 160      | Olivia                                |
| 2001 | "You Got the Damn Thing"                 | –            | –        | –        | Olivia                                |
| 2005 | "Twist It" (feat. Lloyd Banks)           | -            | 14       | –        | Behind Closed Doors                   |
| 2005 | "So Sexy"                                | –            | –        | –        | Behind Closed Doors                   |
| 2006 | "Best Friend (Remix)" (Olivia & 50 Cent) | 35           | 20       | 35       | Get Rich or Die Tryin' [Banda Sonora] |
| 2007 | "Cherry Pop" (featuring Missy Elliott)   | —            | —        | —        | Right One For You                     |
| 2011 | "December"                               | —            | 79       | —        | Right One For You                     |
| 2011 | "Walk Away"                              | –            | –        | –        | Right One For You                     |

### Colaboraciones
| Año  | Canción                                        | Posición     | Posición | Posición | Álbum                       |
| Año  | Canción                                        | U.S. Hot 100 | U.S. R&B | UK       | Álbum                       |
| ---- | ---------------------------------------------- | ------------ | -------- | -------- | --------------------------- |
| 2005 | "Candy Shop" (50 Cent feat. Olivia)            | 1            | 1        | 4        | The Massacre                |
| 2005 | "Wild 2Nite" (Shaggy feat. Olivia)             | –            | –        | 61       | Clothes Drop                |
| 2009 | "Chaise Electrique" (Fally Ipupa feat. Olivia) | —            | —        | —        | Arsenal des Belles Mélodies |

## DVD
- 2006: DJ Whoo Kid & Olivia: So Seductive[12]